# 尤里·苏霍鲁科夫
尤里·亚历山德罗维奇·苏霍鲁科夫（烏克蘭語：Юрій Олександрович Сухоруков，1968年3月29日—），乌克兰男子射擊运动员。

## 生平
毕业于顿涅茨克国立体育学院。2004年雅典奥运会男子50米步枪三姿预赛排名第24位。在2008年北京奥运会男子50米步枪三姿决赛中，以总成绩1272.4环获得银牌。